# Lozo Sport FC
Der Lozo Sport FC ist ein gabunischer Fußballklub mit Sitz in der Stadt Lastoursville innerhalb der Provinz Ogooué-Lolo.

## Geschichte
Erstmals in Ergebnissen taucht der Klub in der Saison 2012/13 auf. Hier belegte er mit einem Punkt aus vier Spielen den Schlussplatz des Poule A innerhalb des zweitklassigen Championnat National D2. In der über einen längeren Zeitraum ausgespielten Saison 2013/14 gelang im Poule B nach 14 Spielen mit 17 Punkten der sechste Platz. 2015 verbesserte man sich mit erneut 17 Punkten auf den vierten Platz des Poule. 2015/16 erreichte man im nationalen Pokal das Viertelfinale. In der diesmal eingleisig ausgetragenen zweiten Spielklasse erreichte das Team  mit 39 Punkten den zweiten Platz und somit den Aufstieg ins Oberhaus.
In der erstklassigen Spielklasse Championnat National D1, gelang in der Premieren-Saison mit 30 Punkten der siebte Platz. Die Saison 2018 schloss man mit dem zweiten Platz und 19 Punkten ab. Somit qualifizierte sich der Klub erstmals für die Meisterschafts-Playoffs und wurde am Ende Vierter. In der in vier Poules ausgetragenen Saison 2019, landete die Mannschaft mit zehn Punkten, bedingt durch das schlechtere Torverhältnis auf dem dritten Platz des Poule D, was die Teilnahme am Relegations-Playoff nach sich zog. Ergebnisse aus dieser Runde sind nicht bekannt, das Spiel gegen den Oyem AC konnte aber wohl erfolgreich abgeschlossen werden, da Oyem absteigen musste. Lazo Sport FC spielt bis heute in der obersten Liga.